# 2012年連江縣博弈公民投票
2012年連江縣博弈公民投票，中華民國福建省連江縣選舉委員會公告為連江縣地方性公民投票案第1案，主文為「馬祖是否要設置國際觀光度假區附設觀光賭場」，簡稱馬祖博弈公投，是依照《離島建設條例》第10-2條規定，於2012年7月7日進行之公民投票，也是《公民投票法》於2004年施行以來第3次地方性公民投票。

## 成案背景與經過

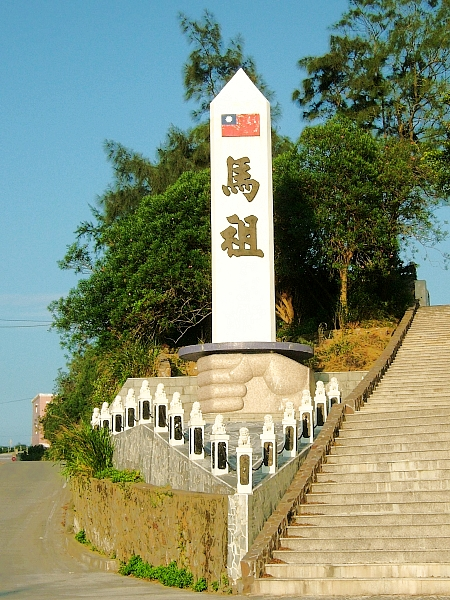
馬祖之劍

1949年，中華民國國軍進駐馬祖各島。1953年8月，連江縣政府於南竿恢復建制。1956年7月，金馬地區實施戰地政務。1992年11月7日，馬祖解除戰地政務，實施地方自治，開始民選縣長與縣議會。駐軍和漁源減少均影響馬祖生計。
立榮航空飛北竿機場與南竿機場的班次有限，又常因天候不佳停飛；即使天氣好轉，也常派不出班次飛行，或發生未客滿就不飛的狀況。馬祖居民因而亟需擴建更適於起降之機場與增加往來於連江和臺灣本島間之交通工具選項。

### 離島博弈公投
2009年1月12日，立法院通過《離島建設條例》修正案，新增第10-2條，明定離島地區可以依公民投票之結果開放博弈賭博事業，賭場必須設置在觀光渡假區內。
同年9月26日，澎湖縣民眾在博弈公民投票中否決提案。
2011年10月，金門縣博弈公投案領銜提案人民主進步黨籍縣議員陳滄江因連署案二年無法議決而向金門縣公民投票審議委員會撤回提案。陳滄江表示，財團利用博弈公投議題炒作土地，使金門地價房價暴漲，民眾受害匪淺，若金門博弈不是往健康方向發展，他不排除加入反對博弈陣營，與財團對抗，維護金門整體利益。
2012年4月27日，連江縣選舉委員會宣布該公民投票成案。

### 電視公聽會
6月29日，舉行本次公投之電視公辦公聽會，正方（公投連署領銜人為代表）、反方（登記設立反對意見辦事處者須為馬祖籍）各推派3人發表意見，不限馬祖籍，每人十分鐘。公聽會同步於連江縣有線電視台現場播出，另於7月1日、3日、5日錄影轉播三場。（可參見外部連結）
此外，公共電視「有話好說」（可參見外部連結）與客家電視台均製播專題節目，針對此議題邀集正反雙方對談。

## 各方觀點與概況

### 支持
支持設置賭場的人士認為賭場所引進的資源可創造人潮、帶來大量工作機會與經濟利益讓住民分紅，只要妥善管理，治安與社會成本是可以化解的。支持者多半是馬祖籍但不住在馬祖的人，如在臺灣之連江縣同鄉會等。他們認為，博弈通過會讓他們返鄉之路更方便。

#### 正方代表
1. 編劇張龍光表示中央財政匱乏養不起馬祖，只有博弈與觀光才是增加工作機會永續發展的方法，不要讓馬祖以後得面臨機場荒廢、沒人潮，居民苦惱該怎麼回家。
2. 酒訊雜誌社長車正國說相較於拉斯維加斯的「沙漠奇蹟」及新加坡、摩納哥、澳門的例子，博弈是打破困境、讓交通帶動觀光發展的唯一出路。
3. 前國大代表曹順官認為財團進來賺錢沒錯，他們願意將基礎建設做好，只要警力足夠治安絕非問題。[6]

#### 政治人物
總統馬英九於任內通過「離島建設條例博弈條款」，讓地方僅需不設門檻的公投過關便可設置賭場。反賭聯盟召集人釋昭慧批評馬英九默許該法條過關，將設賭場的責任推給百姓，讓人民陷入矛盾，破壞離島的淳樸與和諧。馬英九和親民黨主席宋楚瑜皆未反對設置賭場，釋昭慧批評，不表態反賭就是保留設置賭場的機會，就有可能「親財團，遠民意」。
縣長楊綏生的同學、並曾在立法院積極推動博弈立法促賭的國民黨籍立委曹爾忠欲尋求三連霸卻於2012年1月遭民意汰換，顯示馬祖鄉親對博弈觀光持保留態度。
國民黨籍縣長楊綏生表示馬祖人口少，中央政府長期不重視馬祖交通，也以經濟效益不高為由而未投入資金建設，每次向馬英九總統或中央要建設，要「燒餅」，給的卻是「芝麻」，希望能引進財團力量投資賭場，這是改善對外交通最有效的作法，甚至藉此「給中央下馬威」。
原兼任縣選舉委員會主委的楊縣長在屢遭「球員兼裁判」態度不公正的抨擊後於5月27日才辭去選委會主委（由副縣長陳敬忠接任），全力推動發展博弈。
壹週刊於6月報導「縣府包庇幽靈公司賄選 馬祖博弈公投舞弊」，指控背景不明的廠商（在台灣的「總部」只是在一棟聯合辦公大樓分租而無門牌標示的小辦公室，大樓入口處也看不到招牌，辦公室裡也找不到職員）卻在馬祖設辦公室買廣告，大開建設支票，宣稱將在馬祖投資數百億，縣長楊綏生不但未加制止，竟還接連出席該來路不明廠商舉辦的說明會、頒獎典禮，並在會中替廠商送出iPad2、名牌數位相機與床頭音響等摸彩大獎給民眾，疑似背書，嚴重影響投票公平性，被認為縣長已將賭場開發內定給特定集團。

### 反對
反賭人士著眼於博弈產業將破壞馬祖自然生態與歷史建築及其負面社會成本（如治安敗壞、家庭問題、與過度開發等隱憂），但國外賭場所帶來的正面效益不見得會發生在馬祖，而決策過程粗糙，將導致馬祖沒有回頭路。反賭團體並邀集宗教界、教育界等在七月六日公投前夕於南竿舉辦反賭祈福晚會，為下一代留一塊淨土，選擇乾淨的家園。

#### 反方代表
1. 北竿中山國中校長與馬祖文史工作者王花俤認為民眾在縣府宣傳下，以為博弈是解決交通的萬靈丹，卻忽略賭場對馬祖文化教育及自然景觀生態甚至傳統社會價值將產生不可磨滅的破壞，「贏1元輸5元」，不該讓孟母三遷故事在馬祖上演。
2. 連江縣議員林惠萍表示縣府與中央未說明配套措施，包括馬祖能否承受開發帶來的衝擊，只一直疲勞轟炸「先過再說」。要健全產業可快速通過免稅法吸引人潮消費，很多事中央能做卻不做，只會把馬祖當白老鼠，經建會評估報告都說對治安、環境有絕對影響。縣府的管理能力，連一個酒廠也管不好，民眾毫無保障。在台灣時會擔心孩子，在馬祖時都很放心，這是一種幸福感，要捍衛最純真的幸福。
3. 國立東華大學觀光暨休閒產業管理學系教授葉智魁對賭場有深入研究，他質疑圖利的廠商能為馬祖花四五百億做基礎建設嗎？如果政府都做不到，又怎能相信賭場的兌現能力？財團不是慈善團體，取得經營權的方式就是收買官員，並以金光黨為喻，指賭博都是利用貪性，讓人掏出本金，卻換回一堆空頭廢紙。賭場的真相是請鬼容易送鬼難，鄉親投下的支持票是賣身契。[14][15]

#### 政治人物
民進黨主席與總統候選人蔡英文在競選時明確表達「反對設置賭場」的立場。監察院院長王建煊說自己去過澳門，看到賭場周圍有許多當鋪，表象的繁榮下隱藏著悲慘的另一面。許多人因賭博而身心靈痛苦，在賭場一夜間就傾家蕩產輸掉一生積蓄，想不到會有人鍥而不捨地推動設置賭場。民進黨立法委員尤美女、田秋堇、陳節如等亦呼籲馬祖鄉親要展現民主力量出來投反對票，別讓馬祖這塊海上伊甸園因賭害而變質。馬祖現有的生態及海洋資源，更可能因設立賭場而遭到破壞，反而衝擊觀光產業，是裹著糖衣的毒藥。
前縣長、2012年當選立委的無黨籍陳雪生表示：「賭是萬惡根源，早在立法院推《離島建設條例》「博弈條款」時，我就反對。競選期間反賭聯盟來馬祖訪視及在電視辯論會上，我也都表態反賭，今後在立法院也將發揮國會議員的力量，希望馬祖成為一個觀光快活的島嶼，大家都有飯吃，積極反對用賭博來建設家鄉」。
連江縣議員李金梅說南北竿跨海大橋需要兩百億，新機場要一百億，但宣傳上甚至還說每位鄉親每個月能拿數萬回餽金，「試想，這怎麼可能呢?」、「更遑論現在最積極推動賭場設立的財團，被媒體指出可能只是開空頭支票的掮客。」身為議員也身為一個母親，她有很深層的擔憂。馬祖景色優美、民風純樸且治安良好，馬祖的美和潛力絕不能靠博奕，實在不忍心看這片家鄉因賭場設立而沉淪。她也表示，與澎湖不同的是，因馬祖無炒作地皮問題也沒有立即建設賭場可能，所以鄉親可能多無危機意識而抱著姑且一試的心態。但公投一旦通過，將後患無窮，土地徵收、居住品質問題將不斷湧現，望鄉親千萬莫被眼前利益迷惑。

#### 資源環境生態考量
馬祖交通等各方面條件不足以吸引外國或本國財團到此投資，政府勢必要提供優惠稅率吸引其進駐，如此一來觀光產業的收入無法分享給在地居民，只落入財團口袋。
馬祖本身的資源能否承受設置包含國際觀光旅館、國際會議展覽中心、娛樂文化表演，及免稅購物商場等如此龐大的開發案，仍有待釐清。推動國際觀光度假區應先預測未來可能的遊客人數，並估算所需的用電量與生活用水，及產生的生活汙水與垃圾是否超過馬祖當地的「環境負載」，否則將對生態環境造成浩劫，醫療資源也可能難以負荷。因賭場而改善的交通，卻將因為大量賭客使交通更不順。賭場還可能造成龍蛇混雜、引進的外來人口也將掌控地區的政治生態。
公民監督國會聯盟執行長張宏林認為中央政府應重視離島的交通建設，若因漠視而使離島須靠賭博翻身，中央要負絕大部分責任。馬祖本身的條件並不適合發展大型觀光開發，而是小規模的精緻旅遊。被稱為媽祖聖地的馬祖擁有得天獨厚的自然環境與人文特色，在30平方公里的面積可觀賞到260多種的鳥類，包括有「神話之鳥」美譽的黑嘴端鳳頭燕鷗。芹壁村依山崖而立，不用出國就能體驗地中海風情。馬祖也有藝術家駐點，有文藝復興的聚落之稱，不需要設置賭場就能以獨特自然與文化資源發展觀光產業。

#### 宗教團體
馬祖天主堂及馬祖衛理堂、東引禮拜堂等基督教團體除表明博弈違背《聖經》定規、侵蝕工作倫理和品性、可能導致沈迷外，亦參與討論讓民眾知道教會關心土地。
華瑞禮神父則以在馬祖四鄉五島傳福音的經驗表示，他深知當地居民的好客與純樸，因此呼籲馬政府應協助馬祖解決聯台交通不便的問題，讓馬祖美景可吸引觀光客，改善生活。朱興國執事表示博弈由財團掌控，其他人想插手並不容易，對特產店家不見得有利。孟樹珍師母認為贊成公投的一方將博弈過於「美化」，提出許多誘人的利益，讓部分民眾失去判斷力，更矛盾的是過去教導學生「賭博是不對、不好」的一些退休公教人員竟選擇支持博弈。陳耿信傳道發現大多數居民都知道開發公司所提「跨海大橋」、「現金回饋」、「大學城」、「機場」等是騙人的空頭支票，想投贊成票的民眾也知道這一票有點飄飄然、不踏實。他認為新竹司馬庫斯、嘉義達娜伊谷、台東布農部落等突破困境的鄉鎮案例，都是以熱血的本地志工為主力並整合各界資源而發展成功的典範。他也擔心台灣許多縣市都對博弈虎視眈眈，若馬祖公投通過會造成骨牌效應。他希望台灣眾教會繼續為馬祖代禱，讓更多反對博弈者願意出來投票，也不要因博弈而撕裂居民的和睦感情。
台灣基督長老教會總會總幹事張德謙牧師也呼籲「為子孫捍衛一個純淨的心靈居住環境」，他引用馬太福音表示，賭博是一種投機的生命態度，開放賭場，衍生的是貪婪與自私的心，最大的獲利者是財團，而社會卻要付出貧富差距拉大、家庭倫理喪失、道德敗壞及自殺率攀高的重大社會成本。

#### 反賭博合法化聯盟
反賭聯盟宣導團巡迴走遍了四鄉五島。召集人釋昭慧認為中央政府應重視馬祖人捍衛台海的貢獻，謙卑傾聽馬祖民眾的願望，補助提供馬祖三體快輪，不能只看損益。但她表示以全球博弈體系來看，馬祖的條件無法與南韓、澳門甚至新加坡等地的觀光賭場相提並論，吸引不了國際賭客；而規劃中的國際機場預定地無足夠腹地，離戰備設施又很近，對國防將造成嚴重威脅。
她也批評促賭人士幻想一夕致富而瘋狂下注，並且堅信他們會贏。突然出現名不見經傳的財團怎會那麼好，願意在缺水、缺電、缺資源的地方投資大學、跨海大橋、五千人就業機會、4c國際機場等等，比政府還好，宛如金雞母、聖誕老公公。聯盟要求縣長楊綏生與以專業手法行銷博弈、畫不切實際開發大餅的空頭公司出面說清楚講明白，並將赴法務部廉政署舉發提出博弈公投無效。聯盟指出，縣府人員在廠商說明會上發放由縣政府編印的宣傳手冊，鼓勵蓋賭場，還打包票提供縣政建設、工作機會及回饋金等。聯盟認為賭場觀光背後充滿金權遊戲的危險與黑暗，是招致犯罪的溫床。楊綏生放任疑似詐騙集團美化賭場，企圖影響民眾認知並做出正確判斷。這家吹噓的「大集團」負責人在2009年因財務問題遭拉斯維加斯金沙集團開除，甚至可能以此為由在外詐騙集資，是另一種形式的官商勾結或詐騙共謀。縣長個人清譽受損事小，因欠缺周詳的計劃而賠上整個馬祖事大。
反賭聯盟於6月27日前往最高法院檢察署特別偵查組控告今年3月以資本額新台幣100萬所註冊的特定紙上公司，游走馬祖地方及中央政府，高調地以BOT商業說明會綁公投，在「博弈法」與公投俱未通過的情形下大開支票，誤導視聽。連江縣長對此背景不實的空頭公司未加詳查，卻跟著唱作俱佳，嚴重失職，污蔑了公投的意義，明顯觸犯期約賄選的「妨害投票罪」與「詐欺未遂罪」，並將相關資料物證遞交檢調偵辦，要求停止博弈公投程序。反賭聯盟也將青天白日滿地紅國旗的中央換成骰子，作為賭博共和國國旗，象徵中華民國的R.O.C.實質上是"Republic of Casino".
澎湖青年反賭聯盟等NGO民間社團則表示賭場是最佳的洗錢場所，賭場將成為國內和對岸高官合法洗黑錢的管道而成為「中國離島洗錢特區」。只著眼「開放賭博」所帶來的巨利，讓賭場一枝獨大，其排擠效應將導致周邊百業蕭條的經濟自殺。政客們無視功利氣氛所扭曲的價值觀，賭博產業化將嚴重助長病態性賭癮，使全民經濟大失血。

#### 馬祖反賭青年
出身南竿鄉介壽村的世新大學社會發展研究所學生曹雅評在台灣時常從事弱勢服務，與原住民部落接觸時，看見了土地與自然資源被政府過度開發建設及資本家掠奪的無奈、及所帶來災害與傷亡，也看到自己對馬祖這塊土地的情感。她說，到了台灣本島念書工作後，才驚覺「原來家鄉如此特別」。
她因此串連召集一群在臺灣就學的馬祖學生組成「馬祖反賭青年」社團，蒐集資料，寫文章反駁贊成方意見，返鄉發放傳單，希望提出不同的聲音，讓家鄉的長輩多一些不同的思考。她相信青年的力量可以改變世界，號召青年人為馬祖站出來，以行動向外界表達反賭決心，守護捍衛自己的家園。雖然馬祖需要改變，但不該靠引進賭場，任由他們破壞大家習以為常的生活環境。財團所劃的大餅看得到，不一定吃得到，賭場不是唯一的路，她建議應從馬祖觀光與農漁業升級著手。問題真的只有博弈才能解決？博弈真的能解決？而且環境與文化的破壞是一去不回頭的。在辦說明會的過程中，意外吸引許多原本不想表態的人。她們的努力感動了馬祖教育界、導遊、文史工作者等一起以行動支持響應，也有人囿於縣府公務員身分，只能默默捐錢。中山國中校長王花俤不僅在地方媒體撰文反賭，更自費印製傳單。他說，公開表達反賭立場，全因被馬祖反賭青年的努力感動。
一群縣立介壽國民中小學（南竿鄉）的學生還在教師研習會會場外向老師們發反賭場傳單，希望她/他們能投下反對票。

#### 小女孩黃玟嵐的一封信

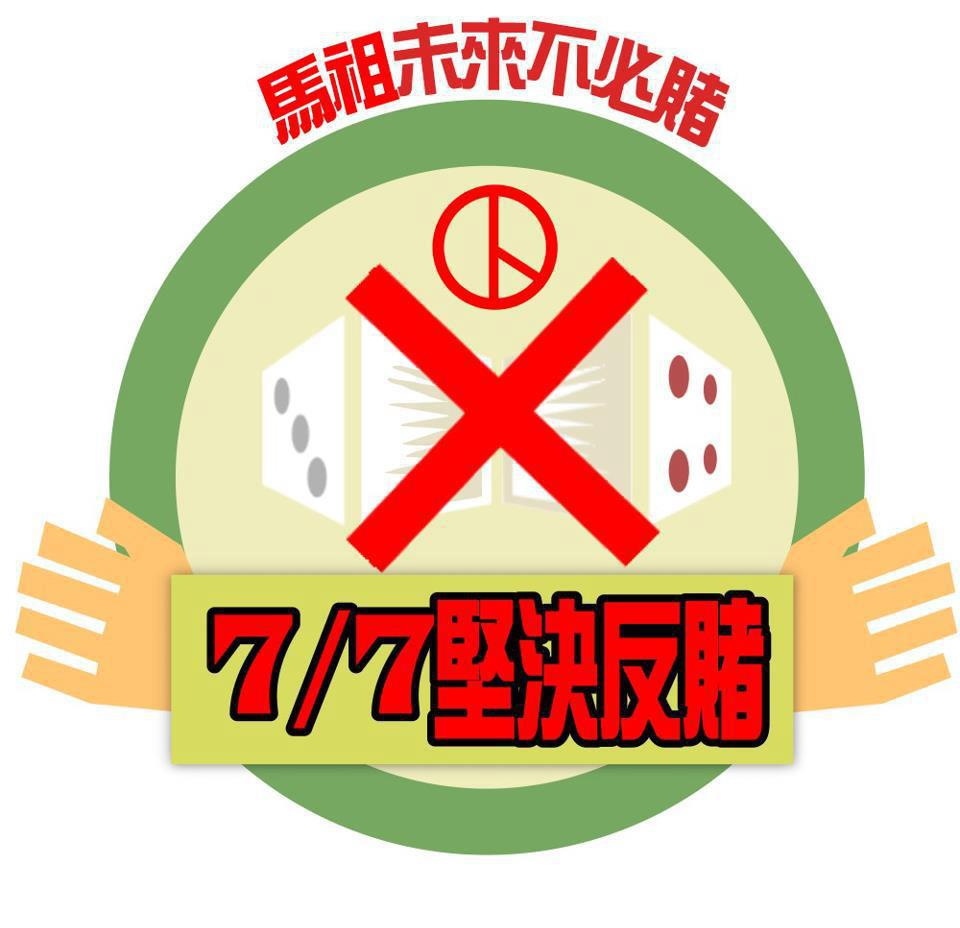
黃玟嵐設計的馬祖反賭博公投貼紙

一名媽媽是馬祖人、就讀新北市立自強國民中學二年級美術班的13歲女學生黃玟嵐，由於曾在馬祖讀過半年的小學，從此愛上這座島嶼。她在5月28日寫了一封信給「馬祖反賭青年」召集人曹雅評，呼籲馬祖民眾站出來反對賭場，強烈表達不希望財團進駐馬祖的心聲，希望大家繼續努力反賭，千萬不能讓公投過。
曹雅評將黃玟嵐的感觸「馬祖未來不必賭」透過臉書等網路管道傳播，隨即引發包括導演戴立忍在內的網友們的感動共鳴轉載，認為看到馬祖的希望，也看到台灣的希望，台灣需要像這樣的下一代。她創作的反賭標識更成為凝聚反對力量的象徵，很快便打動上千馬祖人與千千萬萬的臺灣人站出來反賭，堅定表達和她一樣的立場。社群網站「馬祖資訊網」的點閱人數更突破數千人，輿論因此而從認為博弈公投將過關到無人敢篤定。
反賭團體邀請黃玟嵐擔任核心成員、參加座談會，國中生一下子躍身成為社會運動要角。黃玟嵐說，她只是抒發心情，因為以前從這塊島嶼上得到很多快樂，不想最愛的馬祖變壞，沒想到造成如此大的影響，原擔心因年紀小被輕視，但從周遭反應中「沒人當我是個小孩」，既開心又有成就感。「這次，該我為它付出些什麼。」

### 爭論
文化部長龍應台於6月26日赴「國之北疆」馬祖視察2011年底剛發現的新石器時代考古資產「亮島人」（距今8320年至8060年前，可能是南島民族目前最古老的遺址）時表示：縣政府和居民須做很多功課，了解如以博弈換取方便的交通，將付出哪些代價。如澳門與新加坡准許博弈後，獲得與失去的各是什麼。她不認為建設賭場一定會破壞人文景觀，不該在未了解之前便將博弈妖魔化，「任何一件事都沒有好或壞，甚至部分地區將色情合法化，我都不認為有好壞之分。」她強調應將配套措施與長期社會成本皆考慮進去，才能評斷在馬祖推博弈是好或壞。她同時稱許芹壁村的景觀有魅力，如果建立藝術村，有適當管理，也可和東南亞、拉丁美洲藝術村做藝術家交換，讓馬祖藉此與國際接軌。
反賭聯盟則認為環保與人文的保存常與經濟發展相悖，龍應台身為中央部會首長，需有引領人民向上提升的核心價值與信念。他們很贊同龍部長到馬祖發展國際藝術村，這比蓋賭場對馬祖甚至全國人民更有正向幫助。他們也提出拉斯維加斯與內華達州及全美國重刑犯罪率的比較數據證明賭場的負面效應。
綠黨中執委潘翰聲則批評馬英九政府對於賭場向來是假中立真支持。他表示新加坡和澳門賭場的負面效應逐漸顯現，美國經驗顯示最易染上賭癮的是賭場員工、極難戒除，又嚴重影響親人與社區。由於賭場提供各種免費服務，徹底擊垮在地小商店，帶動地方經濟的承諾只是一場空，反賭場是經濟分析後的理性選擇。政府拒絕馬祖人購買快艇以改善交通的需求，要人民自己在交通不便和治安惡化之間兩害相權，以後有任何後果都是自找的，這樣推卸責任、不能保護人民的政府，實在非常可恥。馬祖若發展國際交流藝術村，豈能與糟蹋精緻文化的虛華賭場為鄰？文化部長應該要捍衛這個她口中「文化含量很高的地方」。

## 公投準備作業

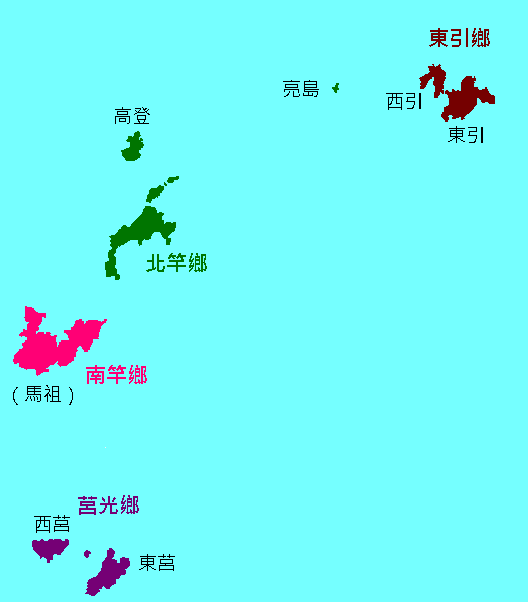
連江縣自東北而西南：東引鄉、北竿鄉、南竿鄉、莒光鄉

### 選舉人數和投開票所
連江縣是全國人口最少的縣市。根據縣政府統計，至五月底，馬祖人口有10,172人，具有公投投票權為7,762人。因此，相較於其他縣市，每一票的效用因此更形放大。
為了因應本次公投，縣選委會共設置8個投開票所進行投開票。

### 通過門檻
由於《離島建設條例》第10-2條排除《公民投票法》中投票率需達50%以上的規定，因此只要同意票在有效票的選票中占50%以上就可成案，贏一票就算贏，也是《公民投票法》立法以來第二次排除投票率多寡因素的公民投票。

### 選票設計
本次公投選票於左欄標示連江縣公投票，並註明連江縣選舉委員會印製。右上方圈選欄分為同意和不同意欄位，並均留有圈選空白處；選票中間部分，連江縣選委會將此公民投票簡稱為馬祖博弈公投並註明1於其上，以示為公民投票案第1案；下方為主文：「馬祖是否要設置國際觀光度假區附設觀光賭場。」

### 查察賄選
連江地檢署指揮司法警察機關針對宣傳資料、宣導場合及媒體與網路之報導、發言等進行蒐證。依《公民投票法》第42條規定：「自選舉委員會發布公民投票案投票公告之日起，對於有投票權之人，行求期約或交付賄賂或其他不正利益，而約其不行使投票權或為一定之行使者，處一年以上七年以下有期徒刑，得併科新臺幣六十萬元以上六百萬元以下罰金。預備犯前項之罪者，處一年以下有期徒刑。預備或用以行求期約或交付之賄賂，不問屬於犯人與否，沒收之；如全部或一部不能沒收時，追徵其價額。犯第一項或第二項之罪，於犯罪後六個月內自首者，減輕或免除其刑；因而查獲提案人為正犯或共犯者，免除其刑。犯第一項或第二項之罪，在偵查中自白者，減輕其刑；因而查獲提案人為正犯或共犯者，減輕或免除其刑。」檢察長洪培根呼籲馬祖鄉親應本著自由意志及確信想法前往投票，並拒絕買票、賣票，踴躍檢舉賄選及不法。

## 投票結果

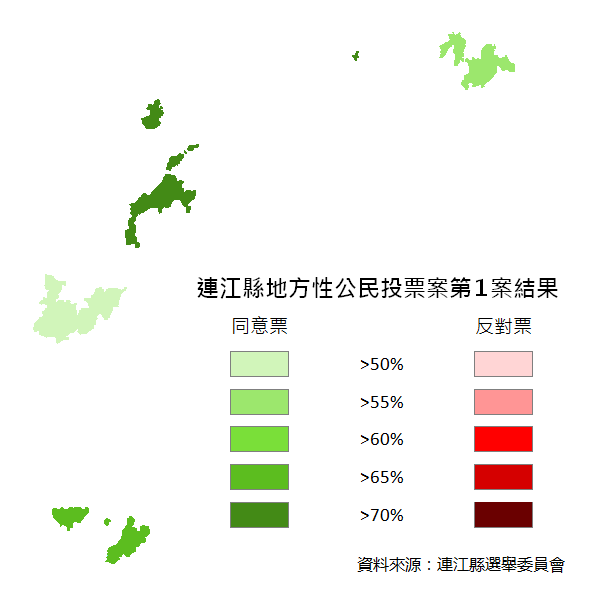
連江縣博弈公民投票支持率分布圖（自東北而西南：東引、北竿、南竿、莒光）

| 選項                   | 票數  | %      |
| ---------------------- | ----- | ------ |
| 支持                   | 1,795 | 57.24  |
| 反對                   | 1,341 | 42.76  |
| 有效票                 | 3,136 | 99.12  |
| 無效或空白票           | 28    | 0.88   |
| 總票數                 | 3,164 | 100.00 |
| 已登記選民及投票率     | 7,762 | 40.76  |
| 來源：連江縣選舉委員會 |       |        |

## 相關反應
- 連江縣長楊綏生呼籲立法院儘快通過相關的博弈條款，並期待主管機關先行通過開發觀光渡假區的辦法。他了解許多鄉親可能還沒有做好心理準備，甚至擔心在未來的期待過程中受到傷害，因此這段時間，縣府會積極和鄉親溝通，也會至世界各地進行考核，希望能吸取經驗，擬定出一個更符合馬祖本地特性的週全計畫。[43]

- 反賭聯盟執行長何宗勳對公投結果表達遺憾，但尊重多數民意的決定，並期待因公投而分裂的馬祖能早日恢復原本的和諧。他認為，楊綏生公然違反行政中立，而馬祖官方媒體長期誤導及利誘民眾，為財團開出「四大保證」支票背書。但他也鼓勵投下反對票者要持續監督政府及財團，真正兌現「蓋觀光旅館和賭場，還說要蓋馬祖大學、4C等級機場、南北竿跨海大橋」等支票。[44]

- 民進黨蔡英文表示：「馬祖博弈公投的結果已經出爐，我們尊重馬祖居民的選擇，也希望馬祖在開發之餘，能兼顧生態環境的平衡、文化的保存，以及孩子們的未來。另外，我們也希望政府在地方發展上，扮演主動而正面的協助角色，訂定周延的配套措施，協助完備社會教育、治安工作…等，讓馬祖的發展有後盾。」[45]

## 後續發展
由於觀光主管機關交通部所擬《博弈法》草案仍在行政院，博弈主管機關至今未定，而尚未送進立法院。交通部參考國外做法，認為博弈主管機關應由具警察權的內政部負責，才能防堵洗錢或意圖犯罪的國際賭客，及時掌握資訊並執行，有效預防犯罪。此外，防制洗錢的陽光法案也未見蹤影，幾年內還不可能真設置賭場。
前內政部長李鴻源在公投通過後質疑，馬祖水、電、油等資源缺乏，機場、港口腹地小，「現在一、二萬人都不夠用，如湧進一、二百萬觀光客，不得了，馬祖資源怎麼夠？」
行政院於2012年7月9日召開會議決定由交通部擔任博弈業主管機關，主導整體離島開發休閒觀光計畫。交通部長毛治國表示，未來對博弈事業有三大重點，即「賭場需高度管制」、「政府要設置博弈管制局」、「管制局需具備司法警察權」。

## 外部連結
- 馬祖資訊網（页面存档备份，存于）
- 馬祖日報（页面存档备份，存于）
- 6/29馬祖博弈公投公聽會（Youtube）正方代表1：車正國（页面存档备份，存于）（酒訊雜誌社長）
- 6/29馬祖博弈公投公聽會（Youtube）正方代表2：曹順官（页面存档备份，存于）（前國大代表）
- 6/29馬祖博弈公投公聽會（Youtube）正方代表3：張龍光（页面存档备份，存于）（編劇）
- 6/29馬祖博弈公投公聽會（Youtube）反方代表1：王花俤（页面存档备份，存于）（北竿中山國中校長）
- 6/29馬祖博弈公投公聽會（Youtube）反方代表2：林惠萍（页面存档备份，存于）（連江縣議員）
- 6/29馬祖博弈公投公聽會（Youtube）反方代表3：葉智魁（页面存档备份，存于）（國立東華大學觀光暨休閒產業管理學系教授）
- 7/3公共電視「有話好說」專題：被遺忘的閩江珍珠！昔日戰地未來賭場？以賭興邦？縣長力推博奕！馬祖週六公投！（页面存档备份，存于）
- 7/4公共電視「有話好說」專題：馬祖週六博奕公投 正反意見電視辯論 毒物VS.禮物 以賭興邦VS.養虎為患 馬祖賭上未來！（页面存档备份，存于）
- 反賭博合法化聯盟